# Gjersjøen
Gjersjøen ist ein See in der Provinz (Fylke) Akershus. Der See liegt südlich von Oslo und hat eine Fläche von 2,64 km².

## Lage
Der Gjersjøen liegt größtenteils in der Kommune Nordre Follo im Westen der beiden Ortschaften Kolbotn und Oppegård. Der südliche Bereich gehört zur Gemeinde Ås. Der See ist in Nord-Süd-Richtung länglich gestreckt und verläuft parallel zum Bunnefjord, einem Teil des Oslofjords. Zwischen dem Gjersjøen und dem Bunnefjord verläuft die Europastraße 18 (E18), im Osten liegt die Europastraße 6 (E6). Beide stellen die Verbindung ins nördlich gelegene Oslo her. Im Osten des Sees verlaufen zudem Gleise der Østfoldbanen. Die Gjersjøelva, die in den Bunnefjord fließt, bildet einen Abfluss des Sees.

## Ökologischer Zustand
Im Jahr 2008 wurde der ökologische Zustand als moderat mit der Tendenz hin zu einem schlechten Zustand eingestuft. Grund dafür war der hohe Phosphorgehalt des Wassers. Im Jahr 2013 wurde der Zustand als gut eingestuft, die Phosphorzufuhr galt allerdings weiter als problematisch. Auch der Verlauf zweier stark befahrener Europastraßen durch das Einzugsgebiet des Gjersjøens wird als problematisch für die Wasserqualität angesehen. Der See diente im Jahr 2013 als Trinkwasserquelle für 40.000 Menschen in Ås und der damaligen Gemeinde Oppegård.

## Flora und Fauna
Das Feuchtgebiet ist für Zugvögel von großer Bedeutung, insbesondere in Slorene im äußersten Südosten. Slorene ist ein Deltagebiet mit vielen Wasserpflanzen und einem reichen Vogelleben. Im See sind vor allem Barsche und Hechte vorzufinden.

## Name
Im Jahr 1400 wurde der See als Gærdasior schriftlich erwähnt. Der Name wurde vom Flussnamen Gerð(r) abgeleitet. Es wird vermutet, dass dieser Name „Fluss, der die Grenze bildet“ bedeutet.